# Dominick Cruz
Dominick Rojelio Cruz (Tucson, Arizona; 9 de marzo de 1985) es un artista marcial mixto estadounidense retirado que compitió en la categoría de peso gallo de Ultimate Fighting Championship (UFC), donde fue dos veces Campeón Mundial de Peso Gallo de UFC. Cruz ha sido Campeón de Peso Gallo de WEC.  Es conocido por su extraordinaria velocidad y juego de pies.

## Carrera de artes marciales mixtas
Cruz comenzó su carrera profesional dentro de las artes marciales mixtas en las organizaciones de Rage in the Cage y Total Combat.

### Ultimate Fighting Championship

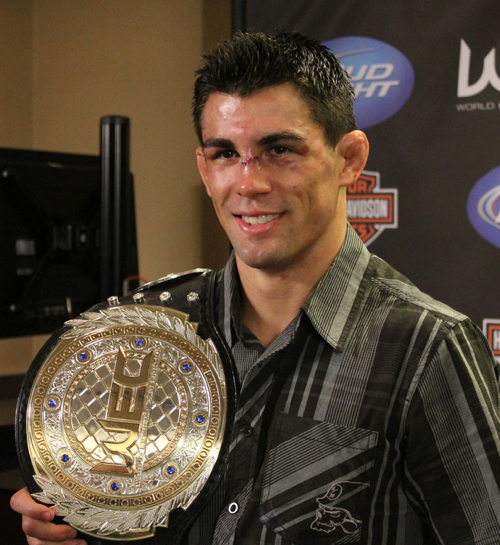
Cruz luego de defender su Campeonato de Peso Gallo de WEC en agosto de 2010, en WEC 50

Cruz debutó en la UFC en el evento UFC 132 contra el hombre que le entregó su primera derrota profesional Urijah Faber. Cruz derrotó por decisión unánime a Faber y defendió su título de peso gallo. La pelea obtuvo el premio a la Pelea de la Noche.
Su segunda y última defensa hasta la fecha fue contra Demetrious Johnson en UFC on Versus 6 el 1 de octubre de 2011. Cruz logró defender con éxito su título y derrotó a Johnson por decisión unánime.
Cruz estaba programado para hacer su regreso el 1 de febrero de 2014 en UFC 169 en un combate de unificación del Campeonato de Peso Gallo de UFC contra Renan Barão. Sin embargo, el 6 de enero, se anunció que Cruz se había retirado de la pelea. Cruz también dejó vacante su título, por lo que Barão fue promovido a campeón indiscutido.
Tras casi tres años de ausencia por su lesión, Cruz hizo su regreso ante Takeya Mizugaki el 27 de septiembre de 2014 en UFC 178. Cruz ganó la pelea por nocaut técnico en la primera ronda, ganando así el premio a la Actuación de la Noche.
El 17 de enero de 2016, Cruz se enfrentó a T.J. Dillashaw en UFC Fight Night 81. Cruz ganó la pelea por decisión dividida, ganando así el campeonato. Tras el evento, ambos peleadores ganaron el premio a la Pelea de la Noche.
El 4 de junio de 2016, Cruz se enfrentó a Urijah Faber en UFC 199. Cruz ganó la pelea por decisión unánime, defendiendo así el campeonato.

#### Lesiones y pérdida del título
Cruz enfrentó a Cody Garbrandt el 30 de diciembre de 2016, en UFC 207. Cruz perdió la pelea y el título por decisión unánime.
Cruz estaba programado para enfrentar a Jimmie Rivera el 30 de diciembre de 2017, en UFC 219. Sin embargo, el 8 de noviembre, se reportó que Cruz sufrió una lesión de brazo y fue obligado a retirarse del evento.
Cruz estaba programado para enfrentar a John Lineker el 26 de enero de 2019, en UFC 233. Sin embargo, el 11 de diciembre de 2018, se reportó que Cruz se había lesionado el hombro y se retiró de la pelea. Cruz luego indicó que esperaba estar sin competir por otro año.
Luego de una ausencia de 3 años, Cruz reemplazó a José Aldo y enfrentó a Henry Cejudo por el Campeonato Mundial de Peso Gallo de UFC el 9 de mayo de 2020, en UFC 249. Cruz perdió la pelea por TKO en el segundo asalto.
Cruz enfrentó a Casey Kenney el 6 de marzo de 2021, en UFC 259. Ganó la pelea por decisión dividida.
Cruz enfrentó a Pedro Munhoz el 11 de diciemebre de 2021, en UFC 269. Ganó la pelea por decisión unánime. Esta pelea lo hizo merecedor de su cuarto premio de Pelea de la Noche.
Cruz enfrentó a Marlon Vera el 13 de agosto de 2022, en UFC on ESPN 41. Perdió la pelea por nocaut en el cuarto asalto.

## Vida personal
El padre de Cruz es de ascendencia mexicana. Vivía con su madre y su hermano en Tucson. Trabajó como representante de servicios al cliente y estaba estudiando para ser bombero en un colegio comunitario antes de convertirse en peleador a tiempo completo.

## Campeonatos y logros
- Ultimate Fighting Championship
  - Campeonato Mundial de Peso Gallo de UFC (Dos veces)
  - Pelea de la Noche (Dos veces)
  - Actuación de la Noche (Una vez)

- World Extreme Cagefighting
  - Campeón de Peso Gallo de WEC (Una vez)
  - Pelea de la Noche (Una vez)

- Total Combat
  - Campeón de Peso Ligero (Una vez)
  - Campeón de Peso Pluma (Una vez)

- USA Today
  - Peleador del Año (2010)

## Récord en artes marciales mixtas
| Récord profesional | Récord profesional | Récord profesional |
| 28 peleas          | 24 victorias       | 4 derrotas         |
| ------------------ | ------------------ | ------------------ |
| Nocaut             | 7                  | 2                  |
| Sumisión           | 1                  | 1                  |
| Decisión           | 16                 | 1                  |

| Resultado | Récord | Oponente           | Método                      | Evento                              | Fecha                    | Ronda | Tiempo | Localización           | Notas                                                                                           |
| --------- | ------ | ------------------ | --------------------------- | ----------------------------------- | ------------------------ | ----- | ------ | ---------------------- | ----------------------------------------------------------------------------------------------- |
| Derrota   | 24–4   | Marlon Vera        | KO (patada en la cabeza)    | UFC on ESPN: Vera vs. Cruz          | 13 de agosto de 2022     | 4     | 2:17   | San Diego, California  |                                                                                                 |
| Victoria  | 24–3   | Pedro Munhoz       | Decisión (unánime)          | UFC 269                             | 11 de diciembre de 2021  | 3     | 5:00   | Las Vegas, Nevada      | Pelea de la Noche.                                                                              |
| Victoria  | 23–3   | Casey Kenney       | Decisión (dividida)         | UFC 259                             | 6 de marzo de 2021       | 3     | 5:00   | Las Vegas, Nevada      |                                                                                                 |
| Derrota   | 22–3   | Henry Cejudo       | TKO (rodillazo y golpes)    | UFC 249                             | 9 de mayo de 2020        | 2     | 4:58   | Jacksonville, Florida  | Por el Campeonato de Peso Gallo de UFC.                                                         |
| Derrota   | 22–2   | Cody Garbrandt     | Decisión (unánime)          | UFC 207                             | 30 de diciembre de 2016  | 5     | 5:00   | Las Vegas, Nevada      | Perdió el Campeonato de Peso Gallo de UFC. Pelea de la noche                                    |
| Victoria  | 22–1   | Urijah Faber       | Decisión (unánime)          | UFC 199                             | 4 de junio de 2016       | 5     | 5:00   | Inglewood, California  | Defendió el Campeonato de Peso Gallo de UFC.                                                    |
| Victoria  | 21–1   | T.J. Dillashaw     | Decisión (dividida)         | UFC Fight Night: Dillashaw vs. Cruz | 17 de enero de 2016      | 5     | 5:00   | Boston, Massachusetts  | Ganó el Campeonato de Peso Gallo de UFC. Pelea de la Noche.                                     |
| Victoria  | 20–1   | Takeya Mizugaki    | TKO (golpes)                | UFC 178                             | 27 de septiembre de 2014 | 1     | 1:01   | Las Vegas, Nevada      | Actuación de la Noche.                                                                          |
| Victoria  | 19–1   | Demetrious Johnson | Decisión (unánime)          | UFC Live: Cruz vs. Johnson          | 1 de octubre de 2011     | 5     | 5:00   | Washington D. C.       | Defendió el Campeonato de Peso Gallo de UFC.                                                    |
| Victoria  | 18–1   | Urijah Faber       | Decisión (unánime)          | UFC 132                             | 2 de julio de 2011       | 5     | 5:00   | Las Vegas, Nevada      | Defendió el Campeonato de Peso Gallo de UFC. Pelea de la Noche.                                 |
| Victoria  | 17–1   | Scott Jorgensen    | Decisión (unánime)          | WEC 53                              | 16 de diciembre de 2010  | 5     | 5:00   | Glendale, Arizona      | Defendió el Campeonato de Peso Gallo de WEC. Ganó el Campeonato Inaugural de Peso Gallo de UFC. |
| Victoria  | 16–1   | Joseph Benavidez   | Decisión (dividida)         | WEC 50                              | 18 de agosto de 2010     | 5     | 5:00   | Las Vegas, Nevada      | Defendió el Campeonato de Peso Gallo de WEC.                                                    |
| Victoria  | 15–1   | Brian Bowles       | TKO (parada médica)         | WEC 47                              | 6 de marzo de 2010       | 2     | 5:00   | Columbus, Ohio         | Ganó el Campeonato de Peso Gallo de WEC.                                                        |
| Victoria  | 14–1   | Joseph Benavidez   | Decisión (unánime)          | WEC 42                              | 9 de agosto de 2009      | 3     | 5:00   | Las Vegas, Nevada      | Pelea de la Noche.                                                                              |
| Victoria  | 13–1   | Iván López         | Decisión (unánime)          | WEC 40                              | 5 de abril de 2009       | 3     | 3:24   | Chicago, Illinois      |                                                                                                 |
| Victoria  | 12–1   | Ian McCall         | Decisión (unánime)          | WEC 38                              | 25 de enero de 2009      | 3     | 5:00   | San Diego, California  |                                                                                                 |
| Victoria  | 11–1   | Charlie Valencia   | Decisión (unánime)          | WEC 34                              | 1 de junio de 2008       | 3     | 5:00   | Sacramento, California | Debut en peso gallo.                                                                            |
| Victoria  | 10–1   | Kenneth Aimes      | TKO (golpes)                | Total Combat 27                     | 22 de marzo de 2008      | 1     |        | Yuma, Arizona          |                                                                                                 |
| Derrota   | 9–1    | Urijah Faber       | Sumisión (guillotine choke) | WEC 26                              | 24 de marzo de 2007      | 1     | 1:38   | Las Vegas, Nevada      | Por el Campeonato de Peso Pluma de WEC.                                                         |
| Victoria  | 9–0    | Shad Smith         | Decisión (unánime)          | Total Combat 18                     | 4 de noviembre de 2006   | 3     | 5:00   | San Diego, California  | Debut en peso pluma; Ganó el Campeonato Vacante de Peso Pluma de Total Combat.                  |
| Victoria  | 8–0    | Juan Miranda       | Sumisión (rear-naked choke) | Total Combat 16                     | 9 de septiembre de 2006  | 1     | 4:00   | San Diego, California  | Ganó el Campeonato Vacante de Peso Ligero de Total Combat.                                      |
| Victoria  | 7–0    | Dave Hisquierdo    | Decisión (unánime)          | Total Combat 15                     | 15 de julio de 2006      | 3     | 5:00   | San Diego, California  |                                                                                                 |
| Victoria  | 6–0    | Michael Barney     | TKO (golpes)                | Rage in the Cage 79                 | 24 de febrero de 2006    | 1     | 2:45   | Tucson, Arizona        |                                                                                                 |
| Victoria  | 5–0    | Nick Hedrick       | Decisión (unánime)          | Rage in the Cage 75                 | 30 de septiembre de 2005 | 3     | 3:00   | Glendale, Arizona      |                                                                                                 |
| Victoria  | 4–0    | Josh Donahue       | TKO (golpes)                | Rage in the Cage 74                 | 10 de septiembre de 2005 | 2     | 1:09   | Casa Grande, Arizona   |                                                                                                 |
| Victoria  | 3–0    | Tom Schwager       | TKO (golpes)                | Rage in the Cage 73                 | 6 de agosto de 2005      | 1     | 0:56   | Glendale, Arizona      |                                                                                                 |
| Victoria  | 2–0    | Rosco McClellan    | TKO (golpes)                | Rage in the Cage 70                 | 11 de junio de 2005      | 2     | 1:26   | Glendale, Arizona      |                                                                                                 |
| Victoria  | 1–0    | Eddie Castro       | Decisión (dividida)         | Rage in the Cage 67                 | 29 de enero de 2005      | 3     | 3:00   | Phoenix, Arizona       |                                                                                                 |